# 10 أيام على الحرب
10 أيام على الحرب هي سلسلة من ثماني حلقات تلفزيونية قصيرة بتكليف من نيوزنايت وبثت على بي بي سي 2 بين 10 مارس 2008 و19 مارس 2008 للاحتفال بالذكرى السنوية الخامسة لبدء حرب العراق. قام ببطولته كينيث برانا، توبي جونز، جولييت ستيفنسون، آرت مالك، ستيفن ريا وآفين شاه.

## الحلقات
1. مسألة خاصة بسيطة: استقالة إليزابيث ويلمشورست من منصب نائب المستشار القانوني في وزارة الخارجية وشؤون الكومنولث.
2. 100 دولار قهوة: أحمد الجلبي يجري محادثات حول من سيدير عراق ما بعد الحرب.
3. هذه الأمور هي دائمًا فوضى: قلق تيم كروس بشأن أمن العراق في فترة ما بعد الحرب.
4. لماذا هذا الاندفاع؟: سفير المكسيك في مجلس الأمن التابع للأمم المتحدة، أدولفو أغيلار زينسر والمفاوضات بشأن قرار للأمم المتحدة يجيز شن حرب على العراق.
5. رد فعل: مسلمو بريطانيا يناقشون كيفية الرد على الحرب.
6. اهلا بكم هنا: مفتشو الاسلحة يواصلون بحثهم عن أسلحة دمار شامل في العراق.
7. الفشل ليس خيارًا: آن كامبل وبول ستينشكومب على تصويتهما في مجلس العموم البريطاني للسماح بشن حرب على العراق.
8. عملنا في الشمال: الكولونيل تيم كولينز يعد رجاله للحرب. [1] [2]

## روابط خارجية
- الموقع الرسمي